# Patrick Lane (Radsportler)
Patrick Lane (* 29. August 1991 in Carlton (Victoria)) ist ein australischer Straßenradrennfahrer.
Patrick Lane wurde 2009 bei der Ozeanienmeisterschaft Fünfter im Straßenrennen der Juniorenklasse und bei der Tour of the Southern Grampians belegte er den vierten Platz in der Gesamtwertung. Seit 2010 fährt er für das australische Continental Team Jayco-AIS. In seinem ersten Jahr dort gewann er eine Etappe bei der Tour of Geelong. In der Saison 2011 wurde er Gesamtzweiter bei der Tour of Wellington und er war bei der dritten Etappe des Giro della Regione Friuli erfolgreich. 2016 siegte er im Eintagesrennen Grafton to Inverell Cycle Classic. 

## Erfolge
2011
- eine Etappe Giro della Regione Friuli
- Mannschaftszeitfahren Thüringen-Rundfahrt

## Teams
- 2010 Team Jayco-Skins
- 2011 Team Jayco-AIS
- 2012 Team Jayco-AIS
- 2013 Team Food Italia Mg K Vis Norda (bis 14. Juli)
- 2013 Synergy Baku Cycling Project (ab 15. Juli)
- 2014 Synergy Baku Cycling Project (bis 15. Juli)
- 2015 African Wildlife Safaris Cycling Team